# Wyspy Toskańskie
Wyspy Toskańskie (wł. Arcipelago Toscano) – archipelag kilkudziesięciu wysp (w tym siedmiu dużych) i skał na Morzu Tyrreńskim, zlokalizowanych pomiędzy Półwyspem Apenińskim, a Korsyką, administracyjnie należący do Włoch (region Toskania, prowincja Livorno). Cały archipelag - o łącznej powierzchni 292,82 km² - objęty jest ochroną w ramach Parku Narodowego Wysp Toskańskich (utworzonego 22 lipca 1996).
Archipelag rozciąga się na długości 166 km (odległość od wysuniętej najbardziej na północ Gorgony do wysuniętej najbardziej na południe Giannutri) i szerokości 56 km (odległość od wysuniętej najbardziej na zachód Caprai do wybrzeża Toskanii).
Według stanu na 1 stycznia 2016 archipelag zamieszkiwany był przez 34 389 osób. Głównym miastem i największym portem jest Portoferraio na wyspie Elba. Powierzchnia górzysta, najwyższy szczyt – Monte Capanne na Elbie (1019 m n.p.m.). Klimat śródziemnomorski. Uprawa zbóż, winorośli, drzew owocowych; połów ryb, małży, skorupiaków; wydobycie rud żelaza i pirytów (na Elbie).
W skład archipelagu wchodzi siedem dużych wysp:
| Wyspa       | Powierzchnia | Populacja (01.01.2016) |  |
| ----------- | ------------ | ---------------------- |  |
| Elba        | 223,5 km²    | 32 290                 |  |
| Giglio      | 21,21 km²    | 1 442                  |  |
| Capraia     | 19,30 km²    | 415                    |  |
| Montecristo | 10,39 km²    | 2                      |  |
| Pianosa     | 10,25 km²    | 10                     |  |
| Giannutri   | 2,60 km²     | 10                     |  |
| Gorgona     | 2,23 km²     | 220                    |  |
| pozostałe*  | 3,34 km²     | 0                      |  |
| Razem       | 292,82 km²   | 34 389                 |  |

- * – mniejsze wysepki archipelagu to m.in.: Cerboli, Formiche di Grosseto i Palmaiola